# Sauvanyà
Sauvanyà és un nucli del municipi de la Ribera d'Urgellet, a l'Alt Urgell. Més amunt de Torà de Tost, seguint el curs del riu de Tost gairebé a la capçalera, se situa el poble a 1.081 metres d'altitud, actualment despoblat.
També anomenat Selvanyà, s'hi troba l'església de Sant Esteve d'estil romànic d'una sola nau coberta a doble vessant amb teulada de llicorella i absis semicircular.